# Alas Tengah (Sumbermalang)
Alas Tengah is een bestuurslaag in het regentschap Situbondo van de provincie Oost-Java, Indonesië. Alas Tengah telt 2055 inwoners (volkstelling 2010).